# Рухи аль-Хатиб
Рухи аль-Хатиб (араб. روحي الخطيب‎, 1914—1994) — мэр Восточного Иерусалима с 1957 по 1994 год.

## Ранние годы
Рухи аль-Хатиб родился в Иерусалиме в 1914 году в знатной семье и отправился на учебу в Англию, где посещал занятия в Оксфорде и Кембридже. По возвращении в Иерусалим он стал активным участником палестинского национального движения. После войны 1948 года занялся гостиничным бизнесом.
В 1951 году он был избран в муниципальный совет Иерусалима, а в 1957 году стал мэром Восточного Иерусалима.

## После аннексии
Срок полномочий Рухи аль-Хатиба официально закончился 29 июня 1967 года, на следующий день после аннексии Восточного Иерусалима Израилем. Израильские власти объявили о роспуске городского совета Восточного Иерусалима. Рухи аль-Хатиб не признал своего увольнения, остался в Иерусалиме и продолжал работать в качестве директора компании арабских отелей и Иерусалимской электрической компании
В марте 1968 года был депортирован, так как его присутствие в Иерусалиме якобы представляло угрозу безопасности Израиля. Рухи аль-Хатиб был сопровождён до границы и передан иорданским властям.
Осенью 1969 года была задержана и допрошена его жена. После этого она была приговорена к трём месяцам тюремного заключения. О причине заключения не было объявлено. После протестов населения она была освобождена. Ей было дано разрешение посетить мужа и посетить Бейрут для прохождения операции. Когда она после выздоровления попыталась вернуться в Иерусалим, на границе ей было отказано во въезде.
Рухи аль-Хатиб вернулся на Западный берег в мае 1993 года и умер 6 июля 1994 года.